# Rinkeby-Kista

Rinkeby-Kista em Stockholm

Rinkeby-Kista é um dos 14 distritos municipais da cidade de Estocolmo.
Faz parte de Estocolmo Ocidental (Västerort), e compreende os bairros de Rinkeby, Akalla, Husby, Kista, assim como a reserva natural de Hansta.
Tem cerca de 50 000 habitantes (2019).
Cerca de 83% da população é de origem imigrante.